# Rebellion 2001
Rebellion 2001 è stata la terza edizione dell'omonimo pay-per-view, prodotto dalla World Wrestling Federation. L'evento si è svolto il 3 novembre 2001 alla Manchester Arena di Manchester.

## Risultati
| # | Incontri                                                          | Stipulazioni                                                  | Durata |
| - | ----------------------------------------------------------------- | ------------------------------------------------------------- | ------ |
| 1 | Edge (c) ha sconfitto Christian                                   | Steel cage match per il WWF Intercontinental Championship     | 12:49  |
| 2 | Scotty 2 Hotty ha sconfitto The Hurricane                         | Single match                                                  | 08:55  |
| 3 | Big Show ha sconfitto Diamond Dallas Page                         | Single match                                                  | 03:15  |
| 4 | The Dudley Boyz (c) hanno sconfitto The Acolytes e The Hardy Boyz | Triple threat tag team match per il WCW Tag Team Championship | 12:01  |
| 5 | William Regal ha sconfitto Tajiri                                 | Single match                                                  | 05:55  |
| 6 | Chris Jericho (c) ha sconfitto Kurt Angle                         | Single match per il WCW Championship                          | 14:55  |
| 7 | Lita e Torrie Wilson hanno sconfitto Mighty Molly e Stacy Keibler | Tag team match con Trish Stratus come arbitro speciale        | 04:16  |
| 8 | Steve Austin (c) ha sconfitto The Rock                            | Single match per il WWF Championship                          | 22:09  |